# 工布响箭

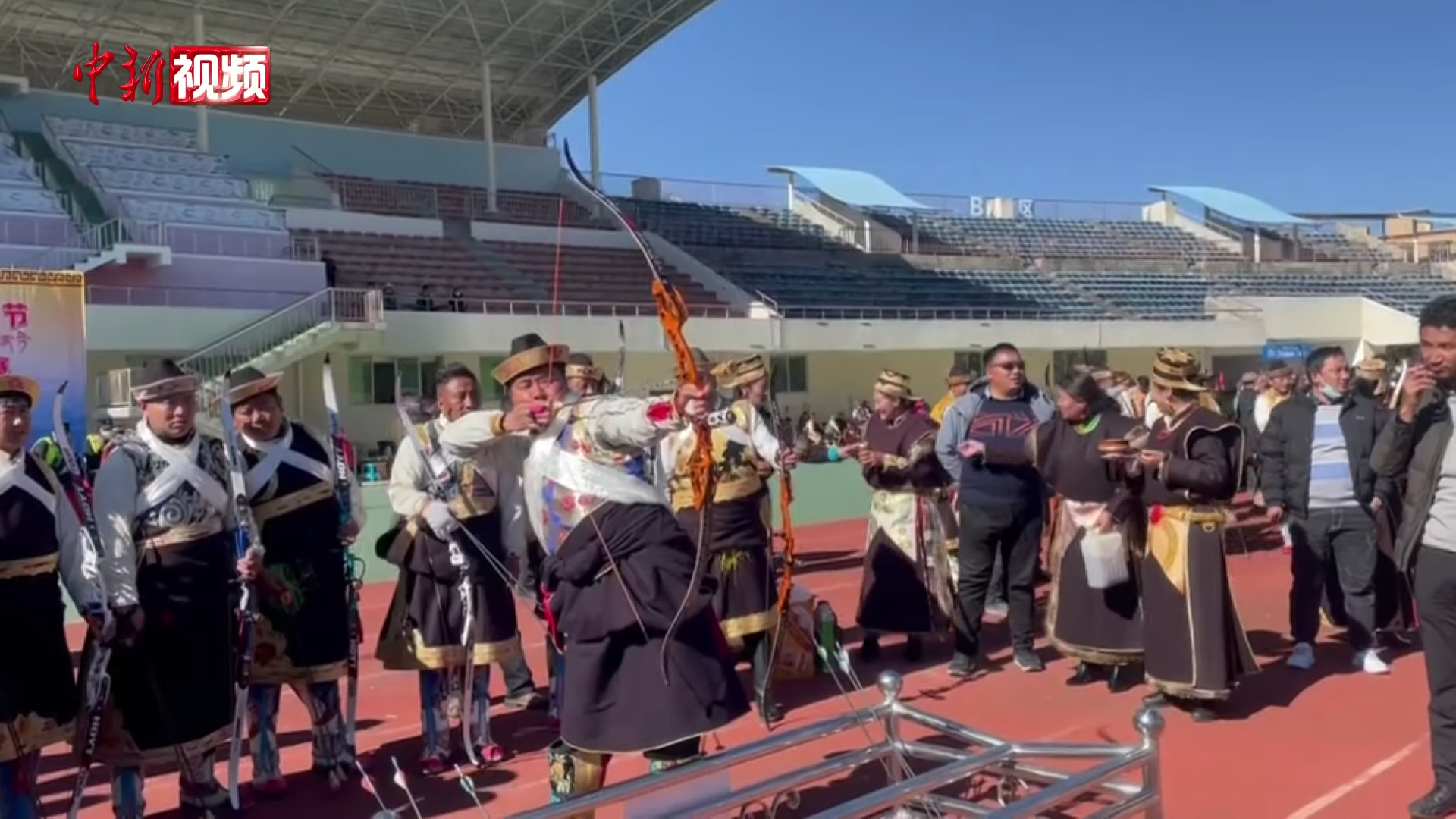
工布响箭比赛

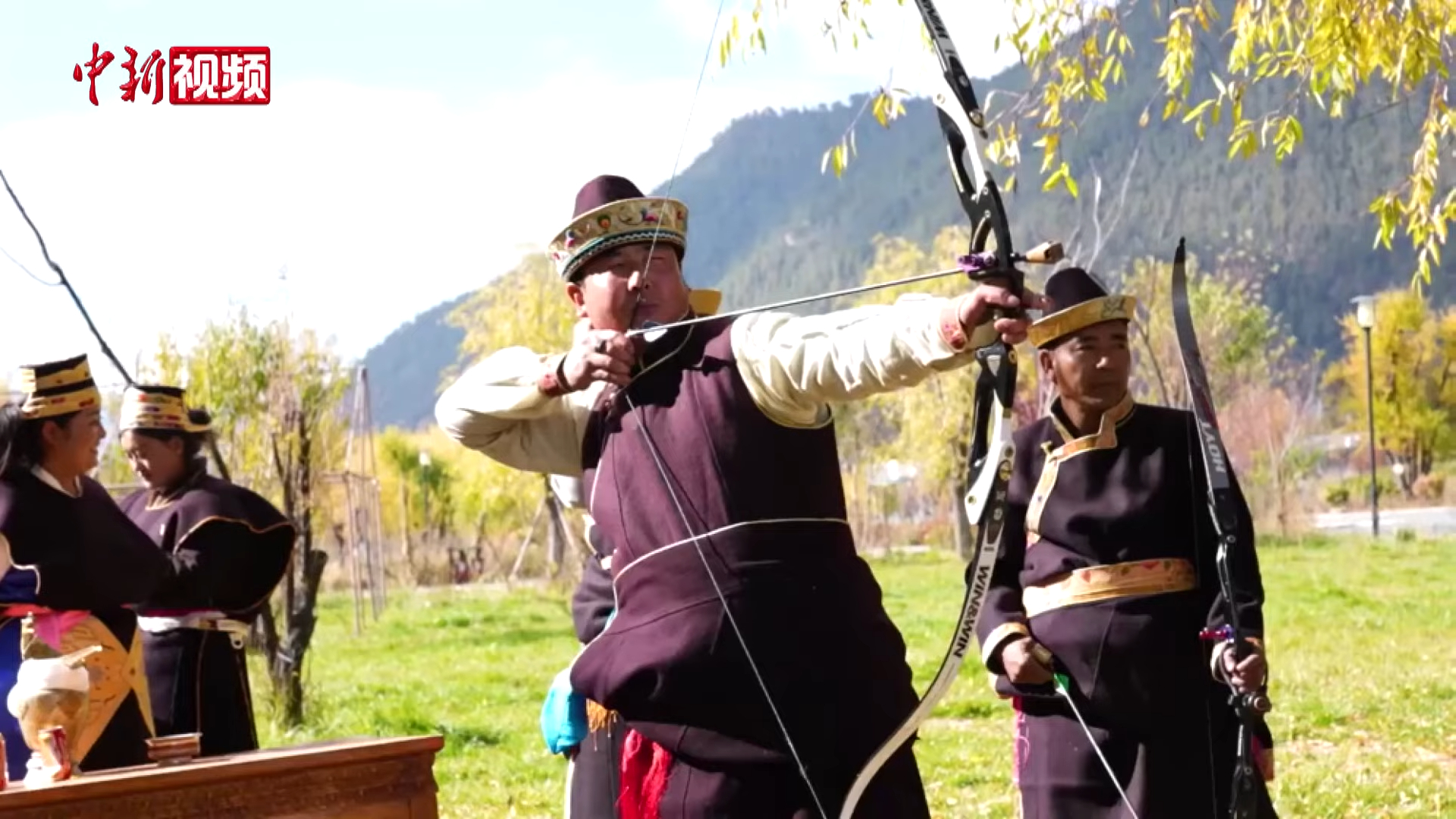
工布响箭射手

工布响箭，藏语称毕秀，西藏自治区林芝市的一项特有民间传统体育竞赛项目，西藏自治区非物质文化遗产。

## 历史
工布响箭广泛流传于工布地区米林市、巴宜区一带，是工布人庆祝丰收、迎接新年等重要节庆活动中常见的竞技娱乐活动。响箭藏语称“毕秀”，毕秀也指响箭的箭头。毕秀据称已有1500多年历史，也有传说称其起源于贡布王阿吉杰布时代。相传，将士们随工布王征战凯旋后，在庆祝时就将作战用的箭头换成一种特有的土“娘边”后进行弓箭比赛，后来逐渐演变为工布地区特有的民间体育项目。
最初，毕秀的制作工艺技术仍较为简陋，且射出后并无响声，后来利用工布地区特有的硬杂木进行制作，不仅带有精美的花纹，射出后的声音也非常清脆。旧时，作为手艺人制作的“毕秀”，基本是专供上层人士和贵族的。随着工布地区生活水平的提高，响箭已渐渐成为一项大众体育项目。截至2020年12月，林芝市响箭协会已有22支响箭队伍。比赛活动时，甚至每个村子都能组织两支响箭队伍。

## 比赛方式

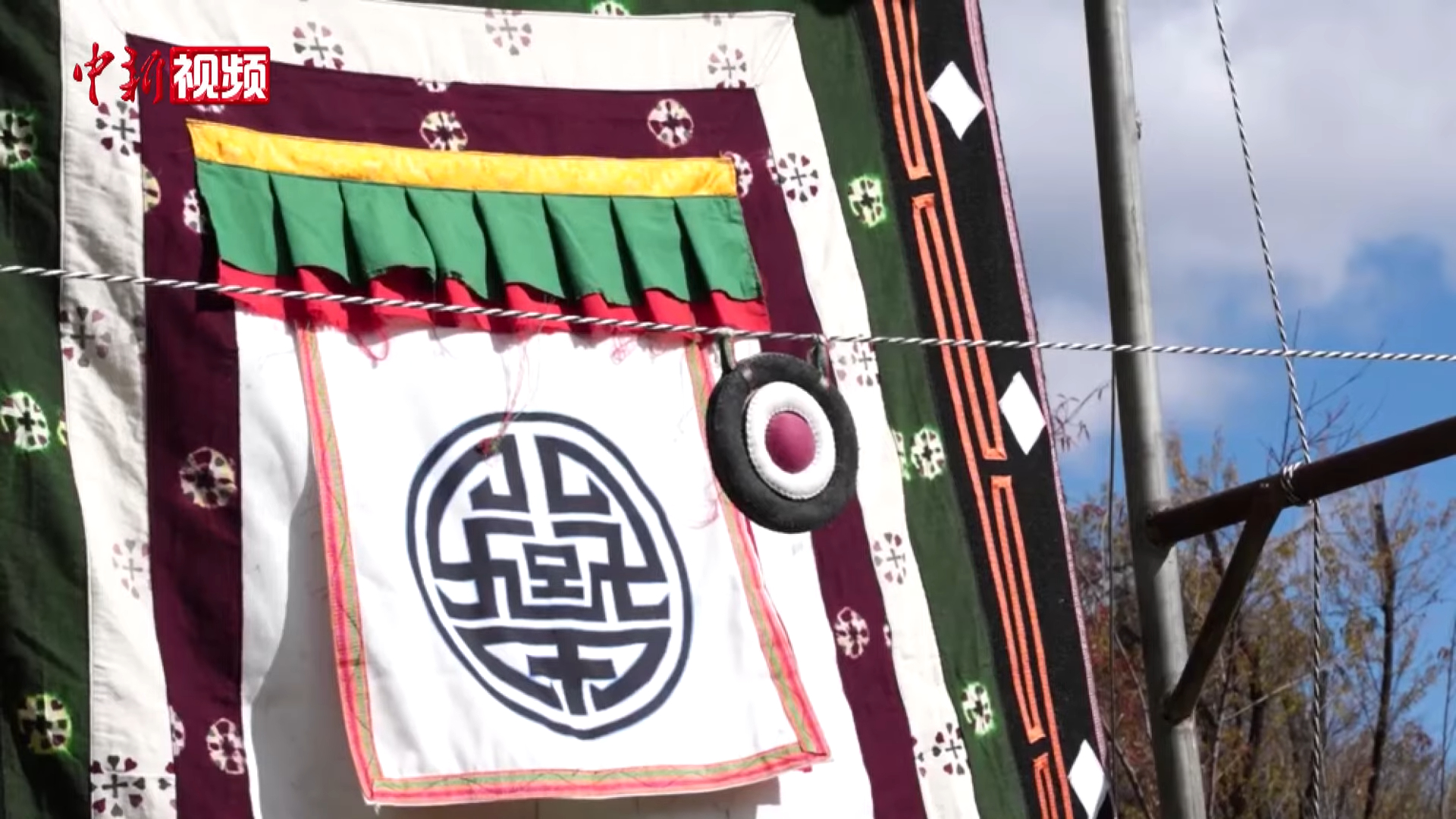
工布响箭的箭靶与靶围

响箭的箭头为一个刻有小孔的木质圆锥体，箭射出后发出响亮的类似“比呜”、“咻咻”的尖利啸声，因而得名“响箭”。响箭比赛在射击技巧上与其他的射箭比赛类似。比赛时，在赛场另一边距离弓架40米左右处挂着一张布帘作为靶围，藏语中称“夏巴”，意为鹿皮，古时多以鞣好的鹿皮制作靶围，后改用布制作，用来拦截响箭，阻挡箭向前飞行。布帘前方悬挂一个三圈皮质标靶，若射中靶心内圈会随箭脱落，视为射击成功。一说在45步外设一个直径20厘米左右的目标，用响箭射击，射中后选手会与队友击掌欢呼，观众也会欢呼来共同庆祝。

## 制作工艺
传统响箭比赛的弓和箭多由竹子或者木头制作，现多用现代弓箭，仅箭头为林芝本地手艺人制作。箭头呈圆锥体，圆头木质，内钻小孔，箭被射出后，空气穿过小洞产生声音。箭头上一般为4个小洞，即“四眼毕秀”。
随着现代技术的应用，作为毕秀传统粘合剂的牛皮胶多被复合乳胶等代替，原本的手工钻孔也多改为采用电钻等方法。随着人们审美情趣的提高，毕秀也非常注重外观修饰，毕秀上加多加以缀色，除传统的“四眼毕秀”外，也有“五眼毕秀”等新造型。
制作工布响箭的箭头时，讲究选料和熟练使用工具。首先，箭头必须所用干的硬杂木木材，为了确保箭头美观，以纹路清晰、精美的木料为上佳原料。发出的声音以温和悦耳为佳，需要将箭头的厚度、轻重、比例都制作的恰到好处。

## 传承与保护
2007年6月，“林芝工布比秀竞赛”被列入西藏自治区第二批区级自治区级非物质文化遗产名录。2019年，林芝响箭在第十一届中华人民共和国少数民族传统体育运动会上获得表演项目一等奖。2022年12月，国家体育总局体育文化发展中心发布《关于入选“2022中华体育文化优秀项目”的通告》，响箭入选2022年中华体育文化优秀民俗民间项目。
米林市扎西绕登乡的沙玉村以毕秀制作而闻名，在工布早期箭歌“达鲁”中便有多次提及，据说是“毕秀”的发源地。1980年代初，随着沙玉村毕秀制作传承人的老龄化和病逝等原因，沙玉村毕秀制作工艺完全失传。幸运的是，米林县仍有其他流派响箭制作工艺得以幸存，全县各地的响箭活动爱好者中有很多毕秀制作传承人。随着响箭运动的普及，截至2015年底，米林县全县有近100名毕秀制作传承人。

## 备注
1. ↑  阿吉杰布是11世纪时工布地区统治者[3]